# 田中美智子
田中 美智子（たなか みちこ、1922年10月5日 - 2019年2月11日）は、日本の政治家、家政学研究者。元衆議院議員（5期）。夫は経済学者の田中礼蔵。

## 来歴・人物
広島県出身。父親は師範学校の校長だった。日本女子大学家政学部社会福祉科卒業。27歳のとき結核で3年間療養、右肺を切除した。日本福祉大学助教授、名古屋家庭裁判所調停委員長などを歴任。
1972年12月の第33回衆議院議員総選挙に旧愛知1区から、日本共産党員ではあったものの、無所属（日本共産党・革新共同推薦）で立候補し初当選した。この年の総選挙で現職の丹羽久章（旧愛知1区）と辻寛一（旧愛知6区）は落選。自民党は名古屋市内の議席をすべて失った。
在職中、アスベスト問題や高額療養費制度の是正などに取り組んだ。また、女性労働者30歳定年制や男女の賃金格差の問題を国会で初めて取り上げたことでも知られる。
1986年の第38回衆議院議員総選挙では、社会党11期目の横山利秋を85票差でかわし、5期目の当選を果たした。1990年の総選挙には出馬せず引退。
議員引退後は埼玉県秩父市に在住。大腸癌で余命数ヶ月と診断されながらも手術を経て完治。2006年5月、84歳にしてブログを開設。2009年、ブログに綴った文章を基にエッセイ集『まだ生きている』を新日本出版社から出版した。
2019年2月11日、死去。96歳没。

## 選挙の記録
| 執行年 | 選挙                   | 所属党派 | 得票数   | 当落 | 備考     |
| ------ | ---------------------- | -------- | -------- | ---- | -------- |
| 1972年 | 第33回衆議院議員総選挙 | 無所属   | 95,106票 | 当   | 5名中2位 |
| 1976年 | 第34回衆議院議員総選挙 | 無所属   | 80,509票 | 当   | 6名中4位 |
| 1979年 | 第35回衆議院議員総選挙 | 無所属   | 75,602票 | 当   | 6名中2位 |
| 1980年 | 第36回衆議院議員総選挙 | 無所属   | 72,699票 | 落   | 6名中5位 |
| 1983年 | 第37回衆議院議員総選挙 | 無所属   | 72,782票 | 当   | 7名中3位 |
| 1986年 | 第38回衆議院議員総選挙 | 無所属   | 66,649票 | 当   | 8名中4位 |

## 著書
- 『未婚のあなたに』 学習の友社、1979年8月。
- 『若い日々のために-性・モラルそして愛』 学習の友社、1981年7月。
- 『女は度胸』 学習の友社、1989年7月。
- 『つれづれに』 学習の友社、1991年10月。
- 『新・未婚のあなたに』 学習の友社、1994年9月。
- 『さようなら さようなら さようなら』 あけび書房、2005年1月。
- 『まだ生きている』 新日本出版社、2009年3月。

## 訳書
- カール・ヨネダ; 田中美智子、田中礼蔵訳 『がんばって―日系米人革命家60年の軌跡』 大月書店、1984年8月。